# The Silhouettes (svensk grupp)
The Silhouettes var en svensk musikgrupp, bildad i slutet av 1990-talet, med Peter Jezewski som frontfigur. The Silhouettes spelade covers på 1950-talsrock.